# Martín Monje
Martín Monje fue un explorador, hijodalgo y conquistador español, conocido con el mote de “El Viejo”, recordado por haber participado en las primeras expediciones de exploración en el estado de Jalisco; ser uno de los fundadores de Guayangareo, y por ser encomendero de una amplia región que compartió con Pedro Gómez y que tomó el nombre de “Pueblos de Martín Monje” según lo informa el oidor Lorenzo Lebrón de Quiñónez. 
Nació en Palos de la Frontera, Provincia de Huelva, Arquidiócesis de Sevilla, España, en la última década del siglo XV, siendo hijo de Alonso Gutiérrez de León e Inés de Alonso Monje, naturales y vecinos de Andalucía.

## Conquistador
Según el hispanista Hugh Thomas, llega en 1519 a la Nueva España con las fuerzas de Hernán Cortés; aunque, José Ignacio Dávila Garibi y Jorge Palomino y Cañedo establecen que arribó con las fuerzas de Pánfilo Narváez, donde participó en diferentes hechos de armas de la Conquista de México, tales como el Sitio de Tenochtitlan, y las conquistas de Mestizán y Tulutepec, Michoacán y Zacatula y Yopelcingos y Colima. 
En 1524, acompaña al capitán y teniente de gobernador de Colima, Francisco Cortés de San Buenaventura en la expedición de la búsqueda del Amazonas, arribando a las costas situadas en el litoral del Océano Pacífico y combatiendo con su ejército a los indígenas de Autlán. 
Martín Monje participó activamente en la conquista de la Nueva Galicia junto con el virrey Antonio de Mendoza y Pacheco, por lo que fue uno de los fundadores de Guayangareo, y de la amplia región que compartió con Pedro Gómez y que tomó el nombre de “Pueblos de Martín Monje”. 
La relación de Icaza de 1541 dice sobre Martín Monje:

"Que es vecino de la villa de Colima, y natural de Palos e hijo legítimo de Alonso Gutiérrez de León y de Inés Alonso Monje, e que pasó a esta Nueva España el año de diez y nueve, con Pánfilo de Narváez, y que se halló en la conquista y toma de esta ciudad de México y de las demás provincias a ella comarcas, y después en las de Mestitlan y Tututepec e Mechoacán y Cacatula e Yopelcingos y Colima y Jalisco, y en esta misma provincia, en la última pacificación della, con vuestra Señoría Ilustrísima, y de las demás: nombra los capitanes con quien dice que yuyo; en remuneración de lo cual, le fueron encomendados el pueblo de Coyutlán, en Colima, y la mitad del pueblo de Tenamaztl, de muy poco provecho; y que es casado y tiene cinco hijas, la una para casar; y que no se puede sustentar, y padece de necesidad; y que está siempre enfermo en Colima".

## Encomendero y fundador de Valladolid
Fue encomendero de Cuyutlán y de la provincia de Tenamaxtlán (Atenguillo, El Limón, Mascota y Ayutla). Martín Monje fue testigo y fundador de la ciudad de Valladolid, hoy Morelia. 

TOMA DE POSESIÓN DEL SITIO DE LA CIUDAD. ACTA.— En el Valle que se dice de Guayangaréo, de la Provincia de Mechoacan de esta Nueva España, encima de una loma llana é grande del dicho Valle que está entre dos rios, por la una parte hacia el Sur el rio que viene de Guayangaréo y por la otra parte hacia el Norte el otro rio grande que viene de Tiripetio, en miércoles diez y ocho dias del mes de Mayo, año del nacimiento de nuestro Salvador Jesucristo de mil y quinientos ó cuarenta é un años, pedia ser á hora de las ocho horas ante de medio di poco mas ó menos, en presencia de n»í Alonzo de Toledo, Escribano Público del Cabildo de la Ciudad de Mechoacan é de los testigos suso escritos, y estando presentes algunos de dicho Cabildo, los muy magníficos Señores Juan de Alvarado, Juan de Villaseñor é Luis de León Romano, Jueces de comision diputados, por el Illmo. señor Don Antonio de Mendoza, Visorrey é Gobernador de esta Nueva España, é Presidente de la Audiencia Real de ella é por virtud de Provision que par a ello tienen, que es la que de suso se hace mención.— Dixeron: que por virtud de la dicha Provision y Mandamiento de su Señoría Illma son venidos á tomar la posesion del dicho sitio, para asentar é poblar la Ciudad de Mechoacan é repartir los solares á los vecinos que son é serán de aqui adelante, con huertas é tierras para hacer sus heredades é grangerias, como por su Señoría Illma les es mandado, y en cumplimiento de ello se apearon de sus caballos en que venian, é se pasearon por el dicho sitio de Ciudad de una parte á otra é de otra á otra, hollándolo con sus pies é cortando y arrancando con sus manos de las ramas é yerbas quo allí habia é mandando á ciertos naturales limpiar el asiento de plaza, Iglesia, Casa de Cabildo é Audiencia é Cárcel é carnicerias, todo en señal de verdadera posesion é acto especial, todo para adquisición de posesion de Ciudad de Mechoacan, todo pacífica é quietamente sin haber ni parecer persona alguna que lo contradixese ni perturbase, y me pidieron se lo diese asi por testimonio: testigos que fueron presentes á lo que dicho es, el Señor Pedro de Fuentes, Alcalde é los Señores Juan Pantoja é Domingo de Medina, Regidores de la Ciudad de Mechoacan é Nicolás de Palacios Ruvios é Pedro de Monguia é Juan Botello é Martin Monje, vecinos de la dicha Ciudad de Mechoacan é otros muchos Caciques é principales y naturales de esta Provincia.— Juan de Alvarado.—Juan de Villaseñor.— Luis de León Romano.—Ante mi Alonzo de Toledo Escribano del Cabildo.

## Armas
El 23 de mayo de 1539 le fue otorgado privilegio de armas por el rey Carlos I de España y su madre Juana I de Castilla:

"Don Carlos e Doña Juana, su madre, etc..... Por cuanto por parte de vos, Martin Monje nos ha sido hecha relación que podrá haber veynte años poco mas o menos que con deseo de nos servir pasastes a la Nueva España ques en las nuestras Indias del mar océano en companya del Capitan Panfilo de Narbaez y os hallastes en la Conquista y pacificacion de la cibdad de Mexico e que después de estar conquistada y pacificada por mandado del Marquez del Valle fuystes con el Capitan Corral a las provincias de Mestitan e Totepeque e ansy mismo ayudastes a conquistar e pacificar las dichas provincias de Mechuacan y Çacatula y Colima en todo lo que qual pasastes grandes trauaxos y nos seruistes con vuestra persona y armas a vuestra costa y misión como dixistes constaba y parecía por una información de que ante nos en el nuestro Consejo de las Indias fue hecha presentacion e nos suplicastes e pedistes por merced que en remuneración de los dichos vuestros servicios y porque de vos y ellos quede memoria vos mandaremos dar por armas un escudo en el qual este un tigre de su color en salto con una espada desnuda en las manos y a sus pies una porra y una rodela que dio que quitaste a un indio peleando con el en campo de oro y verde y por orla cuatro flores de lis de oro y cuatro aspas doradas en campo colorado y por timbre un yelmo cerrado y por devisa unos plumages con sus trascolase y dependencias de azul y oro o como la nuestra merced fuese, e nos acatando los dichos vuestros servicios y porque de vos y ellos quede memoria y vos y vuestros descendientes seays mas honrados, por la presente vos hazemos merced que podays traer y poner las dichas armas...". Dado en la ciudad de Toledo el 23 de mayo de 1539 por el rey Carlos I de España y su madre Juana I de Castilla.

## Familia
Contrajo nupcias con Isabel Álvarez Corona. Martín Monje fue “hijodalgo” según la información de legitimidad e hidalguía, levantada en la capital de la Nueva Galicia en febrero de 1655, a petición de su nieto Juan de Cárdenas Torquemada de León Corona y Villaseñor.